# Louisburg, Missouri
Louisburg är en ort (village) i Dallas County i Missouri. Vid 2020 års folkräkning hade Louisburg 134 invånare.